# Victor-Charles Mahillon
Pour les articles homonymes, voir Mahillon.
Victor-Charles Mahillon, né le 10 mars 1841 à Bruxelles et mort le 17 juin 1924 à Saint-Jean-Cap-Ferrat (France), est un facteur d'instruments belge. Il fut le fondateur et premier conservateur du Musée instrumental du Conservatoire royal de musique, aujourd'hui Musée des instruments de musique de Bruxelles.

## Enfance et famille
Membre d'une famille de facteurs d'instruments et d'éditeurs de musique, fils de Charles-Borromée Mahillon (1813-1887), et frère Joseph-Jean Mahillon (1848-1923, Adolphe Désiré Mahillon (1851-1906) et Ferdinand-Charles-Eugène Mahillon (1855-1948), son oncle Barthélemi (qui fonde la branche d'armurerie de la maison Mahillon) et son fils Fernand-Charles-Henri eurent la même vocation.
En partie autodidacte, il étudia l'acoustique et l'organologie.

## Le facteur d'instruments - La firme Mahillon & Co
Victor-Charles Mahillon a joué un rôle actif dans l'entreprise de son père, la firme C. Mahillon & Co, située à Bruxelles, Chaussée d'Anvers, 21. Fondée en 1836, elle s'est diversifiée peu à peu dans les instruments à vent en bois et en cuivre, puis les instruments de percussion. 
Présents à l'Exposition de l'Industrie belge en 1852 et à l'Exposition universelle de Londres de 1862, ils exposent de plus en plus d'instruments. En 1862, ils exposent "une famille complète de bugles" depuis le soprano en mi bémol aigu jusqu'au bombardon contrebasse en si bémol".
En 1865, Victor-Charles Mahillon rejoint l'entreprise familiale. 
En 1871, la firme Mahillon étend ses activités à l'édition musicale pour les harmonies et fanfares. Victor-Charles composera une polka (L'insouciante). La maison d'édition ouvre réellement ses portes en 1876 et c'est un de ses frères qui en a la charge. 
En 1873, Victor-Charles Mahillon modernise le hautbois d'amour. 
La firme Mahillon connaît de plus en plus de succès. En 1875, elle s'équipe d'une machine à vapeur et communique de plus en plus via les expositions universelles. En 1878 à Paris, elle gagne une médaille d'or, à côté de facteurs plus connus comme Antoine Courtois, Gustave Auguste Besson (en) et Goumas et Cie. 

« Médailles d’or. (...) MAHILLON (C.). - Belgique. - Instruments en bois et en cuivre : famille de clarinettes, de bonne qualité ; très bonne flûte à perce cylindrique, jouée dans la perfection par M. Dumont ; trombones à pistons ; exposition très variée et comprenant des instruments de percussion. »

— Gustave Chouquet,  Exposition Universelle Internationale de 1878 à Paris.
À partir de 1860, Boosey & Company représente la firme Mahillon à Londres. Cela va devenir une véritable filiale, gérée par Ferdinand-Charles Mahillon entre 1883 et 1923. 

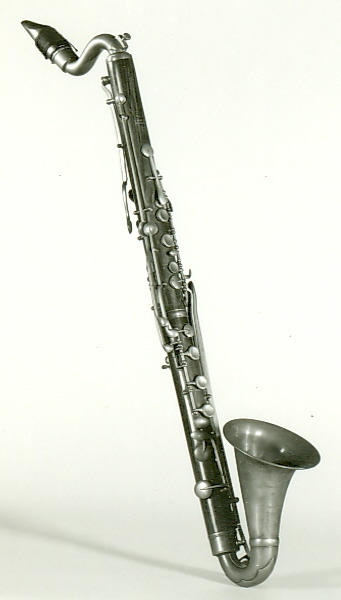
Clarinette alto par Mahillon, ca 1900.

La firme dépose également une série de brevets, 6 au nom du père de Victor-Charles (dont 3 pour lesquels il participa; métronome de poche; nouvelle clef à double plateau pour clarinette et instruments à trous latéraux en vue d'améliorer leur sonorité...) et 3 en son nom:
- brevet n°18522 (1865): système de pistons applicable aux instruments en cuivre.
- brevet n°50529 (1880): système de pistons doubles à perce pleine.
- brevet n°56957 (1882): adaptation d'une coulisse aux becs de clarinettes et autres instruments à anche.
- brevet n°57780 (1882): modification du saxophone; perfectionnement du brevet du 2 février 1882.

À partir de 1882, la firme produit également des harmoniums, puis en 1894 des pianos et des "pianos-électrelles".
Entre 1883 et 1910, Victor-Charles Mahillon fut membre du jury des sections de musique des expositions universelles. 
En 1896, il créa la Chambre syndicale des facteurs belges d'instruments de musique et en fut le premier président.

## L'auteur et le scientifique
Victor-Charles manifeste très vite une curiosité toute scientifique pour les instruments de musique. Il cherche à les expliquer et à les classer. 
Il publie en 1866 Tableau synoptique des voix et de tous les instruments de musique puis d'autres ouvrages sur le même thème. En 1869 et jusqu'en 1897 va paraître L'écho musical, un périodique assez complet sur la vie musicale (actualités et des articles de fond), Mahillon s'en sert pour explorer différents thèmes d'organologie.
En 1874, il publie Éléments d'acoustique musicale et instrumentale, où il étudie systématiquement les instruments à vent, en utilisant notamment sa propre expérience. Mais son œuvre majeure date de 1882 à 1890 : Cinq volumes du Catalogue descriptif et analytique du Musée instrumental du Conservatoire royal de Musique de Bruxelles, où il propose un classement systématique inspiré du classement des instruments indiens. Ce catalogue et cette classification seront à l'origine du système Hornbostel-Sachs qui fait aujourd'hui référence.

## Fondateur et premier conservateur du Musée des instruments de musique de Bruxelles

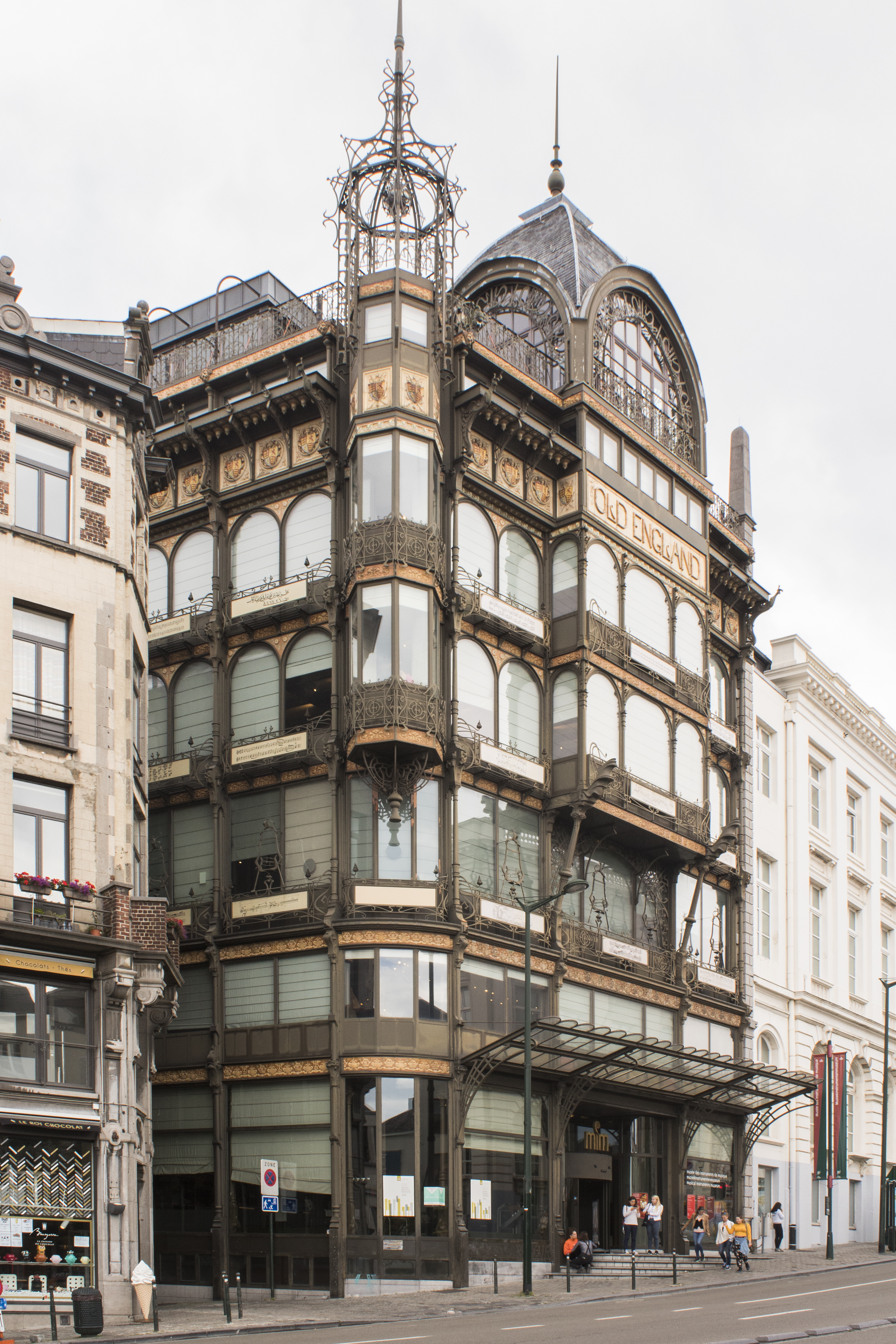
Musée des instruments de musique, Bruxelles, Belgique

Victor-Charles Mahillon a  déployé toute son énergie pour le Musée instrumental du Conservatoire royal de Bruxelles, qui va acquérir sous sa direction une renommée mondiale.
Il en enrichit considérablement les collections (à l'origine, elles sont issues de deux collections particulières, celle de François-Joseph Fétis et celle offerte par le Rajah Sourindro Mohun Tagore (en) au roi Léopold Ier de Belgique). Il fait pour cela appel à des mécènes, se lie avec des amateurs érudits qui font parfois des dons généreux et avec des diplomates belges en poste à l'étranger, qui lui rapportent des instruments extra-européens. Il se tient également au courant de toutes les grandes ventes publiques de collection. De cette manière, il a permis au musée de se doter d'une collection d'envergure. 
Plus de 3 500 instruments, copies et accessoires (aujourd'hui plus de 7 000) sont collectés par ce conservateur assidu. De l'ère précolombienne au XIXe siècle, la richesse de cette collection est sa diversité. En effet dès le départ, la politique d'acquisition est d'avoir le plus grand panel, de ne pas privilégier les instruments les plus rares et les plus chers au profit d'une exhaustivité unique en son genre. 
Grâce à Mahillon, le musée va notamment acquérir des pièces exceptionnelles comme le fameux componium du hollandais Winkel, un instrument unique au monde, mais également 37 pièces de la collection d'Adolphe Sax, une très rare musette Chédeville de la collection Coussemaker et bien d'autres instruments encore. De l'ancienne collection Tolbèque, Mahillon recense une des premières clarinettes à trois clefs, longtemps attribuée à Johann Christoph Denner.
Pour la restauration et la copie des instruments, Victor-Charles Mahillon était aidé de Frans de Vestibule à Bruxelles.
Il décède en 1924 en se désolant du manque de moyens consacrés à la conservation des collections du musée.

## Travaux
(en) « Author:Victor Charles Mahillon », sur wikisource.org (consulté le 12 novembre 2020)
- 1866 : Tableau synoptique des voix et de tous les instruments de musique employés dans l'instrumentation moderne des orchestres de symphonie, d'harmonie et de fanfares indiquant l'étendue, la position et l'emploi de chacun d'eux, la manière et les écrire...
- 1874 : Les Éléments d'acoustique musicale et instrumentale: comprenant l'examen de la construction théorique de tous les instruments de musique en usage dans l'orchestration moderne
- 1882 : Étude sur le doigté de la flûte Boehm. Notice n° :  FRBNF30859798
- 1889 : contributeur à Encyclopædia Britannica Ninth edition
- 1890 : Catalogue descriptif et analytique du Musée instrumental du Conservatoire royal de musique de Bruxelles précédé d'un essai de classification méthodique de tous les instruments anciens et modernes, en 5 volumes, présentant 3 300 instruments
  - Vol. 1 Numéros 0001 à 0576 - 535 p.
  - Vol. 2 Numéros 0577 à 1321 - 521 p.
  - Vol. 3 Numéros 1322 à 2055 - 524 p.
  - Vol. 4 Numéros 2056 à 2961 - 502 p.
  - Vol. 5 Numéros 2962 à 3300 - 236 p.
- 1897 : Le matériel sonore des orchestres de symphonie, d'harmonie et de fanfares, ou Vade mecum du compositeur suivi d'une échelle acoustique permettant de calculer très facilement la longueur théorique de tous les instruments à vent à un diapason quelconque
- 1906 : Instruments à vent : I. le trombone, son histoire, sa théorie, sa construction. Bruxelles : Mahillon & Co.
- 1907 : Instruments à vent : II. le cor, son histoire, sa théorie, sa construction. Bruxelles : Mahillon & Co.
- 1906 : Instruments à vent : III. la trompette, son histoire, sa théorie, sa construction. Bruxelles : Mahillon & Co.
- 1910 : contributeur à Encyclopædia Britannica Eleventh edition
- 1921 : Notes théoriques et pratiques sur la résonance des colonnes d'air dans les tuyaux de la facture instrumentale
- sans date : Guide pour l'accord des instruments à pistons par V. -C. Mahillon - Manufacture générale d'Instruments de Musique C. Mahillon. Bruxelles 23, Chaussée d'Anvers. Un tampon rajouté fait mention des Editions Detry.